# Liste der Biografien/Erw
Liste der Biografien |
Portal Biografien |
Personensuche
# |
A |
B |
C |
D |
E |
F |
G |
H |
I |
J |
K |
L |
M |
N |
O |
P |
Q |
R |
S |
T |
U |
V |
W |
X |
Y |
Z |
?
 
Ea |
Eb |
Ec |
Ed |
Ee |
Ef |
Eg |
Eh |
Ei |
Ej |
Ek |
El |
Em |
En |
Eo |
Ep |
Eq |
Er |
Es |
Et |
Eu |
Ev |
Ew |
Ex |
Ey |
Ez
 
Era |
Erb |
Erc |
Erd |
Ere |
Erf |
Erg |
Erh |
Eri |
Erj |
Erk |
Erl |
Erm |
Ern |
Ero |
Erp |
Err |
Ers |
Ert |
Eru |
Erv |
Erw |
Erx |
Ery |
Erz
Die Liste der Biografien führt alle Personen auf, die in der deutschsprachigen Wikipedia einen Artikel haben. Dieses ist eine Teilliste mit 30 Einträgen von Personen, deren Namen mit den Buchstaben „Erw“ beginnt.

## Erw

### Erwa
- Erwa, Jakob M. (* 1981), österreichischer Filmregisseur und Drehbuchautor

### Erwe
- Erwe, Friedhelm (1922–2021), deutscher Mathematiker
- Erwe, Hans-Joachim (1956–2014), deutscher Musikpädagoge und Musikwissenschaftler
- Erwee, Bianca (* 1990), südafrikanische Siebenkämpferin
- Erwein, Franz (1823–1891), österreichischer Politiker, Bürgermeister von Klagenfurt, Landtagsabgeordneter
- Erwein, Joseph (1819–1909), österreichischer Jurist und Politiker, Landeshauptmann von Kärnten
- Erwert, Helmut (* 1933), deutscher Sprachforscher, Literaturforscher und Geschichtsforscher

### Erwi
- Erwig († 687), König der Westgoten (680–687)
- Erwig, Christian (* 1983), deutscher Fußballspieler
- Erwig, Til (* 1940), deutscher Schauspieler, Drehbuchautor und Produzent
- Erwig-Drüppel, Jonas (* 1991), deutscher Fußballspieler
- Erwin von Merseburg, Adliger
- Erwin von Steinbach († 1318), deutscher BaumeisterErwin von Steinbach († 1318)

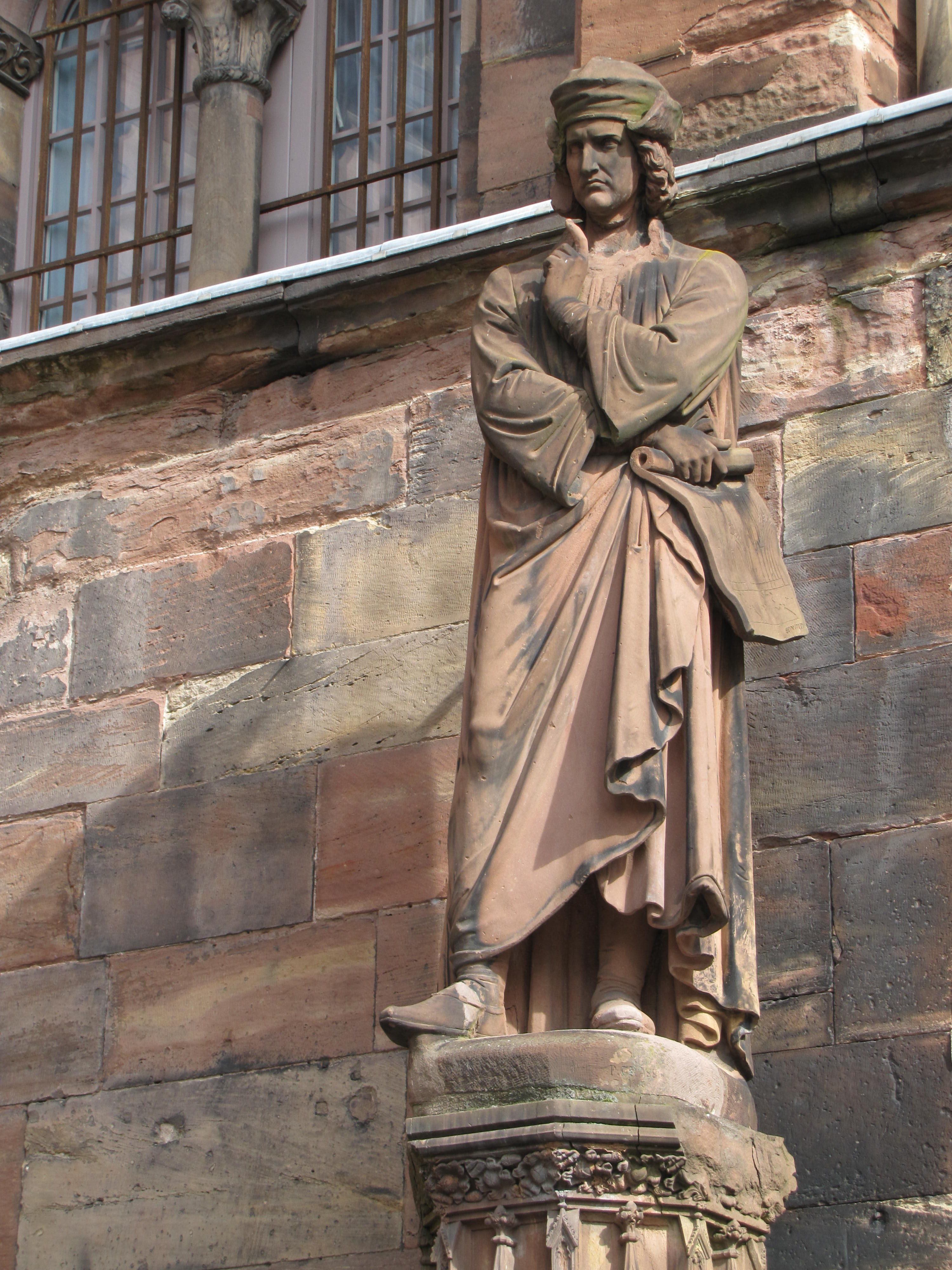
Erwin von Steinbach († 1318)

- Erwin, Angela (* 1980), deutsche Rechtsanwältin und Politikerin (CDU), MdL
- Erwin, Bill (1914–2010), US-amerikanischer Schauspieler
- Erwin, Birgit (* 1974), deutsche Schriftstellerin
- Erwin, Douglas Hamilton (* 1958), US-amerikanischer Paläontologe
- Erwin, Guy (* 1958), US-amerikanischer evangelisch-lutherischer Theologe und Bischof
- Erwin, James (1920–2005), US-amerikanischer Anwalt und Politiker
- Erwin, James Brailsford (1856–1924), US-amerikanischer Offizier, Brigadegeneral der US-Army
- Erwin, Joachim (1949–2008), deutscher Politiker (CDU), MdL, Oberbürgermeister von Düsseldorf
- Erwin, John Draper (1883–1983), US-amerikanischer Diplomat
- Erwin, Mike (* 1978), US-amerikanischer Schauspieler
- Erwin, Pee Wee (1913–1981), US-amerikanischer Jazz-Trompeter des Dixieland Jazz
- Erwin, Ralph (1896–1943), österreichischer Komponist
- Erwin, Richard (1923–2006), US-amerikanischer Jurist und Politiker
- Erwin, Stuart (1903–1967), US-amerikanischer Schauspieler
- Erwini, Johannes († 1518), Generalvikar in Köln
- Erwitt, Elliott (1928–2023), US-amerikanischer FotografElliott Erwitt (1928–2023)

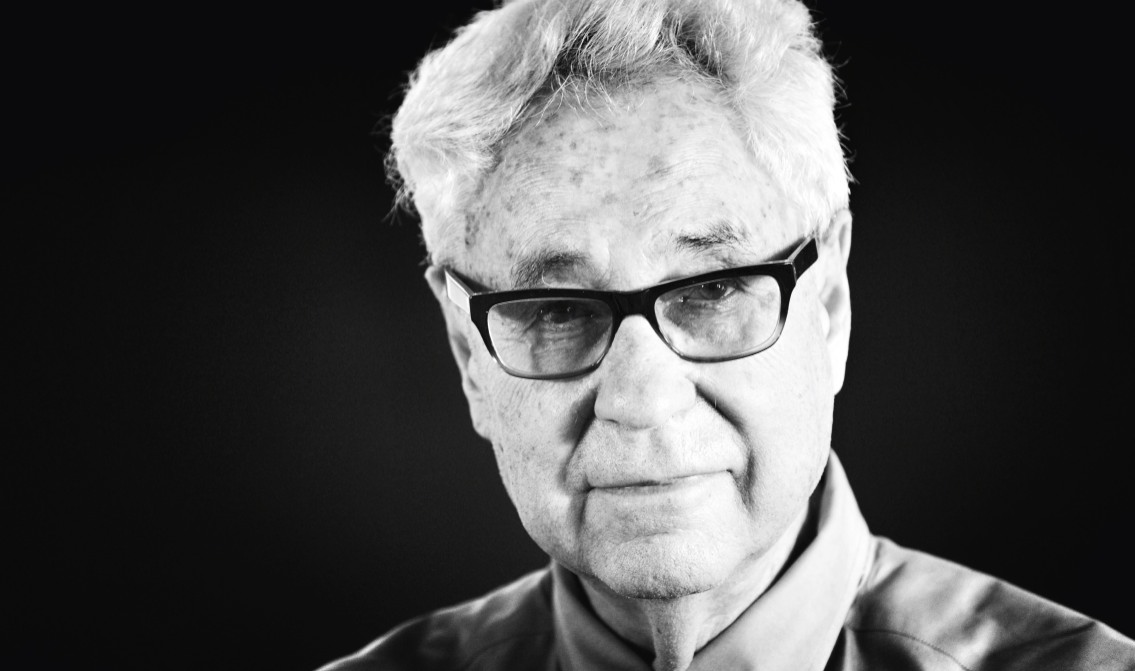
Elliott Erwitt (1928–2023)

- Erwitte, Dietrich Ottmar von († 1631), kurbayerischer Generalwachtmeister während des Dreißigjährigen Krieges